# هاپوت
هاپوت (به لاتین: Haput) یک منطقه مسکونی در جمهوری آذربایجان است که در شهرستان قوبا واقع شده است.